# Grande Slam (tennis)
Nel tennis, il Grande Slam è la vittoria dei quattro tornei più importanti nello stesso anno solare.
Conosciuti come i Tornei del Grande Slam, o semplicemente gli Slam o i Major, sono organizzati dalle uniche nazioni che fino al 1974 avevano vinto la Coppa Davis: Stati Uniti, Regno Unito, Australia e Francia. I tornei sono l'Australian Open a gennaio, l'Open di Francia (o Roland Garros) tra maggio e giugno, il Torneo di Wimbledon tra giugno e luglio e infine lo US Open a settembre. Le competizioni in Australia sono giocate sul sintetico (GreenSet), il torneo francese è giocato sulla terra battuta, quello inglese su erba e quello degli Stati Uniti sul cemento (Laykold).
Da quando la federazione internazionale ha istituito la cosiddetta era Open, accettando i tennisti professionisti che prima disputavano i campionati professionali, essi rappresentano di fatto i tornei principali o più rilevanti dell'anno, essendo riconosciuti come veri e propri campionati mondiali in virtù della partecipazione di diritto di tutti i giocatori meglio classificati, nonché del valore dei premi in denaro distribuiti e dei punti assegnati per la classifica generale. I quattro tornei Slam sono supervisionati dalla Federazione internazionale di tennis (ITF) e non dagli enti organizzatori del circuito maschile e femminile, rispettivamente ATP e WTA. 
Con le ATP Finals e le WTA Finals, i Masters 1000 e il torneo olimpico formano i cosiddetti Big Titles, ovvero i tornei di tennis più importanti e prestigiosi al mondo.

## Storia

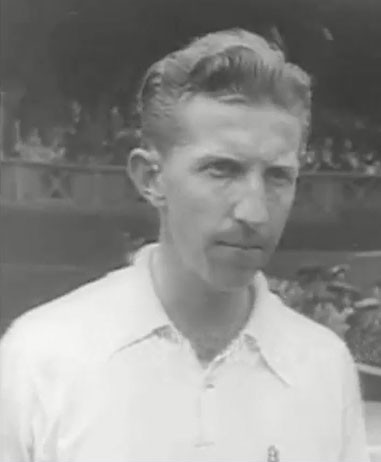
Don Budge, primo vincitore (dilettante) del Grande Slam nel 1938

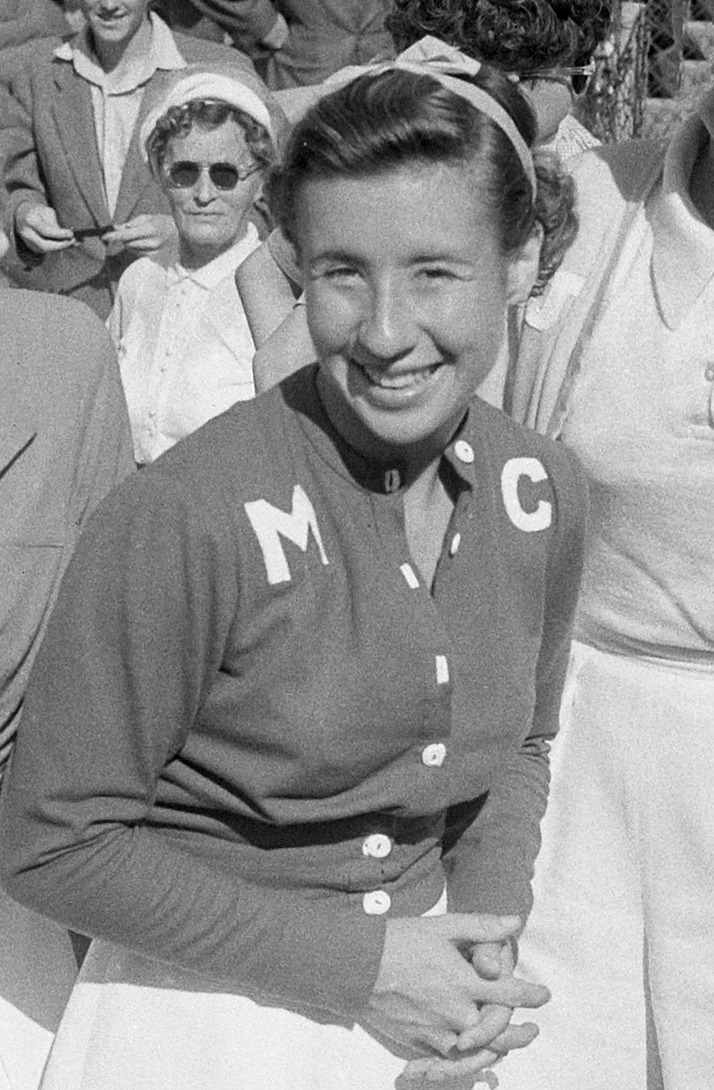
Maureen Connolly, prima donna vincitrice del Grande Slam (dilettante)

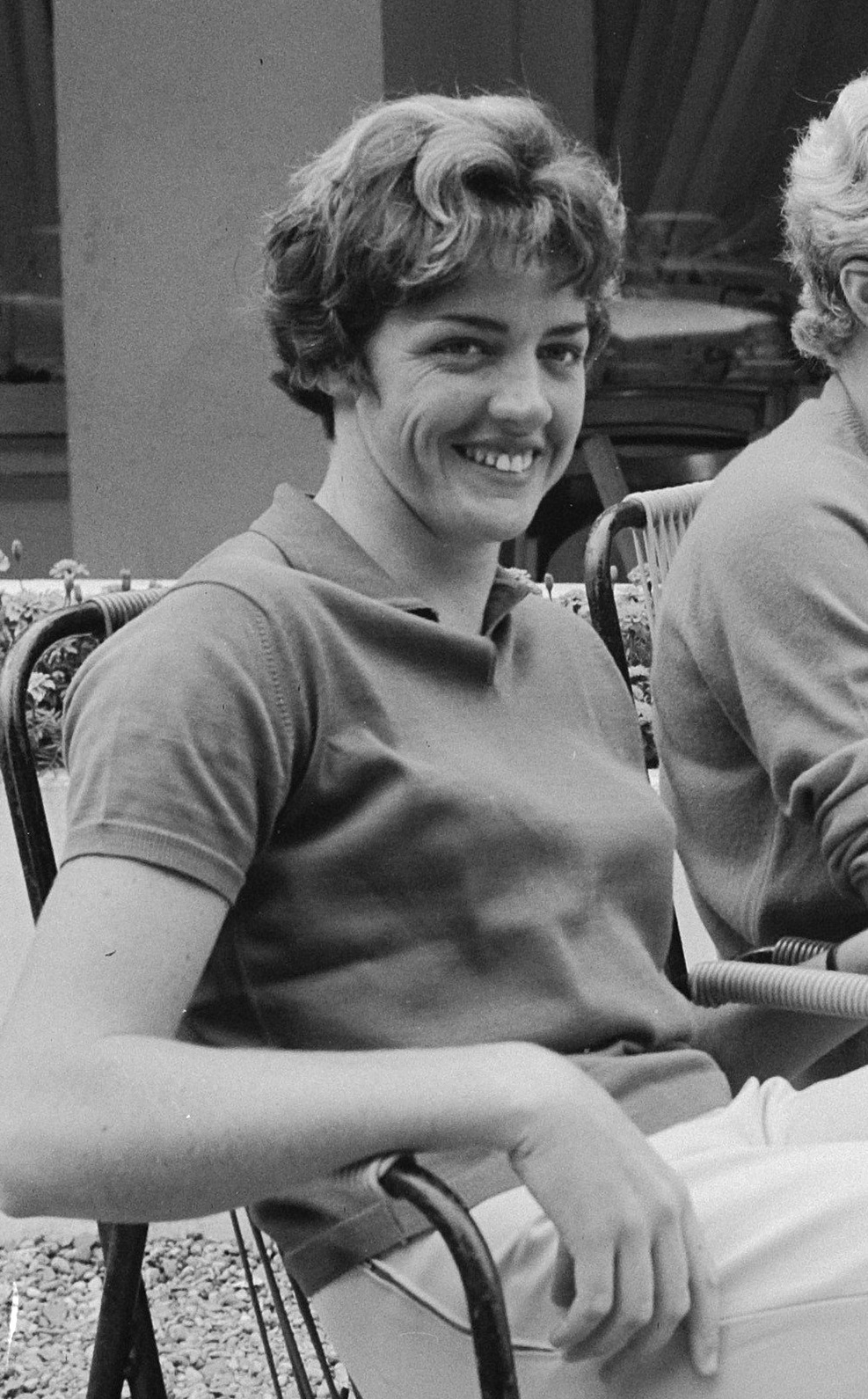
Margaret Smith Court

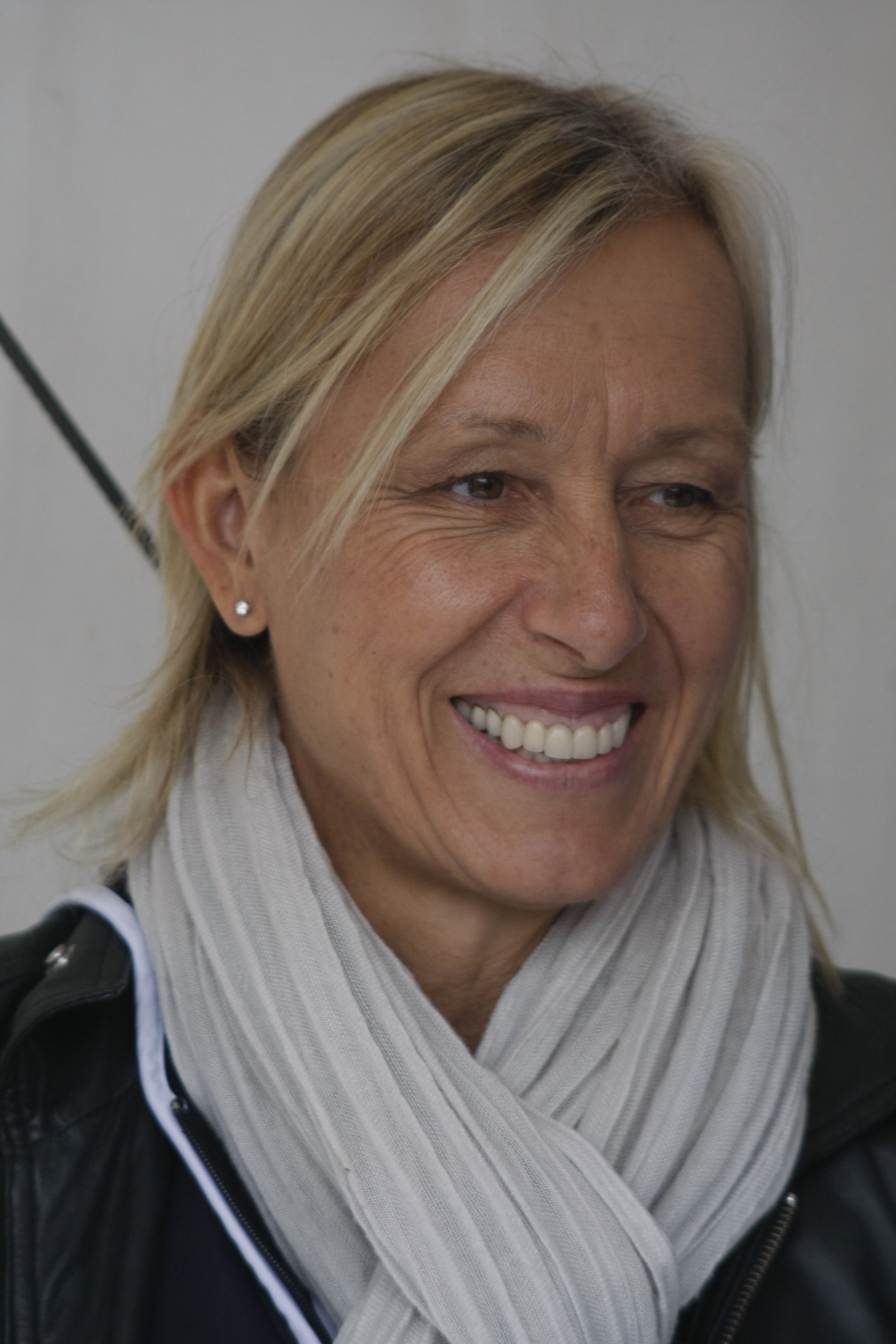
Martina Navrátilová

Secondo quanto riportato in Total Tennis: The Ultimate Tennis Encyclopedia di Bud Collins, il termine Grand Slam applicato al tennis sarebbe stato usato per la prima volta dal giornalista del New York Times John Kieran. Nel capitolo sull'anno 1933, Collins scrive, infatti, che dopo la vittoria dell'australiano Jack Crawford all'Australian Open, Roland Garros e Wimbledon, la vittoria dell'US Open avrebbe rappresentato un risultato eccellente. Kieran, giocatore di bridge, scrisse: "Se Crawford vincesse, sarebbe come segnare un grande slam nel bridge". Il tennista australiano vinse due set della finale contro Fred Perry, dopo aver perso il primo, ma alla fine, forse indebolito dal caldo, fu sconfitto. Si narra anche che Crawford, nella piena osservanza del galateo tennistico dell'epoca, durante la pausa allora prevista dopo i primi tre set di gioco, bevve un bicchiere di brandy; alcuni attribuiscono all'incauto gesto il tracollo che egli subì nei restanti due set (0-6, 1-6). Secondo altre versioni, tuttavia, il termine giornalistico sarebbe stato invece mutuato dal gergo del golf — come quando, nel 1930, esso fu utilizzato per magnificare la vittoria di tutti i Major dell'epoca da parte di Bobby Jones — e poi usato per la prima volta in ambito tennistico dall'editorialista sportivo Alan Gould nel luglio del 1933, in leggero, seppur evidente, anticipo sul collega John Kieran. Dal tennis l'espressione Grand Slam fu successivamente incorporata anche in altri sport, proprio per descrivere un'impresa di pari portata.

## Grande Slam
Noto in inglese come Calendar Grand Slam, designa la vittoria di tutti e quattro i tornei nello stesso anno solare.

### Singolo
Uomini
- Don Budge (1938, da dilettante)
- Rod Laver (unico a riuscirci due volte: da dilettante nel 1962 e in formula Open nel 1969)

Donne
- Maureen Connolly (1953, da dilettante)
- Margaret Smith Court (1970)
- Steffi Graf (1988) (con la vittoria olimpica di Seul 1988 ottenne anche il "Grande Slam d'Oro")

### Doppio
Uomini
- Ken McGregor / Frank Sedgman (1951, da dilettanti)

Donne
- Maria Bueno (1960, da dilettante)
- Martina Navrátilová / Pam Shriver (1984)
- Martina Hingis (1998)

Misto
- Margaret Smith Court / Ken Fletcher (1963, da dilettanti)
- Margaret Smith Court (1965, da dilettante)
- Owen Davidson (1967, da dilettante)

## Grande Slam virtuale
Chiamato anche "Piccolo Slam", designa la vittoria di tutti e quattro i tornei consecutivamente ma non nello stesso anno solare, bensì in due anni consecutivi. 

### Singolo
Uomini
- Novak Đoković (2015-16)

Donne
- Martina Navrátilová (1983-84)
- Steffi Graf (1993-94)

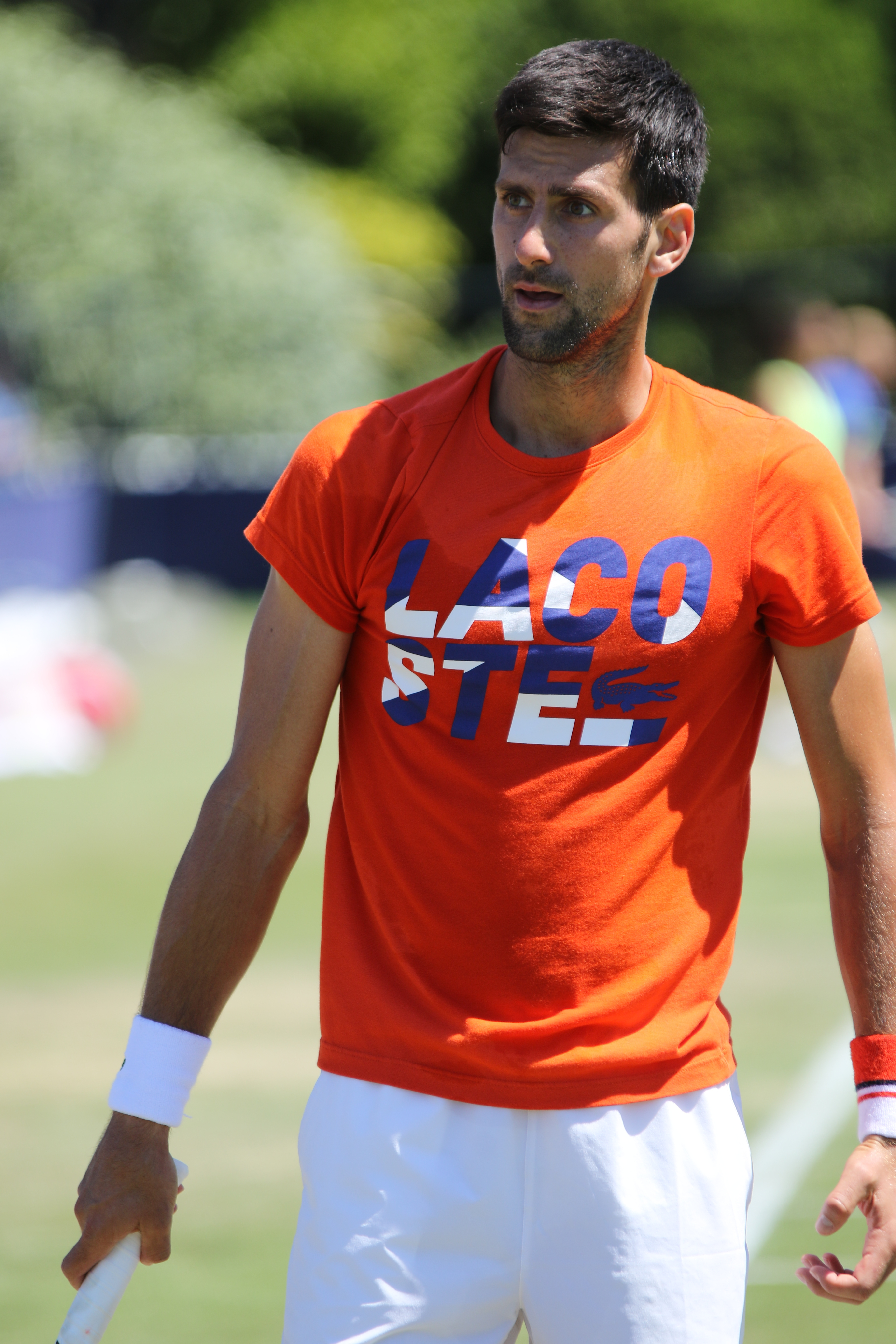
Novak Đoković

- Serena Williams (unica ad esserci riuscita due volte, nei bienni 2002-03 e 2014-15)

### Doppio
Uomini
- Bob Bryan / Mike Bryan (2012-13)

Donne
- Martina Navrátilová / Pam Shriver (1986-87)
- Gigi Fernández / Nataša Zvereva (1992-93)
- Nataša Zvereva (1996-97)
- Serena Williams / Venus Williams (2009-10)

Misto
- Billie Jean King (1967-1968)

## Grande Slam in carriera
Consiste nell'aver vinto almeno una volta in carriera tutti e quattro i tornei dello Slam. Questa impresa è riuscita ad otto uomini e a dieci donne nel singolo. Solo quattro giocatori (Novak Đoković, Rafael Nadal, Rod Laver e Roy Emerson ) e cinque giocatrici (Margaret Smith Court, Serena Williams, Steffi Graf, Martina Navratilova e Chris Evert) sono riusciti a vincere almeno due volte ciascun torneo dello Slam. Tra gli uomini Novak Đoković è l'unico ad aver vinto almeno tre volte ciascun torneo dello Slam mentre tra le donne Steffi Graf è l'unica ad aver vinto quattro volte ciascun torneo.

### Singolo
Uomini
- Fred Perry (1933-35)
- Don Budge (1937-38)
- Rod Laver (1960-62)
- Roy Emerson (1961-64)
- Andre Agassi (1992-99)
- Roger Federer (2003-09)
- Rafael Nadal (2005-10)
- Novak Đoković (2008-16)

Donne
- Maureen Connolly (1951-53)
- Doris Hart (1949-54)
- Shirley Fry (1951-57)
- Margaret Smith Court (1960-63)
- Billie Jean King (1966-72)
- Chris Evert (1974-82)
- Martina Navrátilová (1978-83)
- Steffi Graf (1987-88)
- Serena Williams (1999-03)
- Marija Šarapova (2004-12)

### Doppio
Uomini
- Adrian Quist (1935-39)
- Ken McGregor / Frank Sedgman (51)
- Lew Hoad / Ken Rosewall (1953-56)
- Roy Emerson / Neale Fraser (1959-62)
- John Newcombe / Tony Roche (1965-67)
- Fred Stolle (1962-69)
- Bob Hewitt (1962-77)
- John Fitzgerald (1982-89)
- Anders Järryd (1983-89)
- Jacco Eltingh / Paul Haarhuis (1994-98)
- Todd Woodbridge / Mark Woodforde (1992-00)
- Jonas Björkman (1998-05)
- Bob Bryan / Mike Bryan (2003-06)
- Daniel Nestor (2002-08)
- Leander Paes (1999-12)
- Pierre-Hugues Herbert / Nicolas Mahut (2015-19)
- Mate Pavić (2018-24)

Donne
- Louise Brough Clapp (1942-50)
- Doris Hart (1947-51)
- Shirley Fry Irvin (1950-57)
- Maria Bueno (1958-60)
- Lesley Turner Bowrey (1961-64)
- Margaret Court / Judy Tegart Dalton (1966-70)
- Kathy Jordan / Anne Smith (1980-81)
- Martina Navrátilová / Pam Shriver (1981-84)
- Helena Suková (1989-93)
- Gigi Fernández / Nataša Zvereva (1992-93)
- Jana Novotná (1989-94)
- Martina Hingis (1996-98)
- Serena Williams / Venus Williams (1999-01)
- Lisa Raymond (2000-06)
- Sara Errani / Roberta Vinci (2012-14)
- Barbora Krejčíková / Kateřina Siniaková (2018-2022)

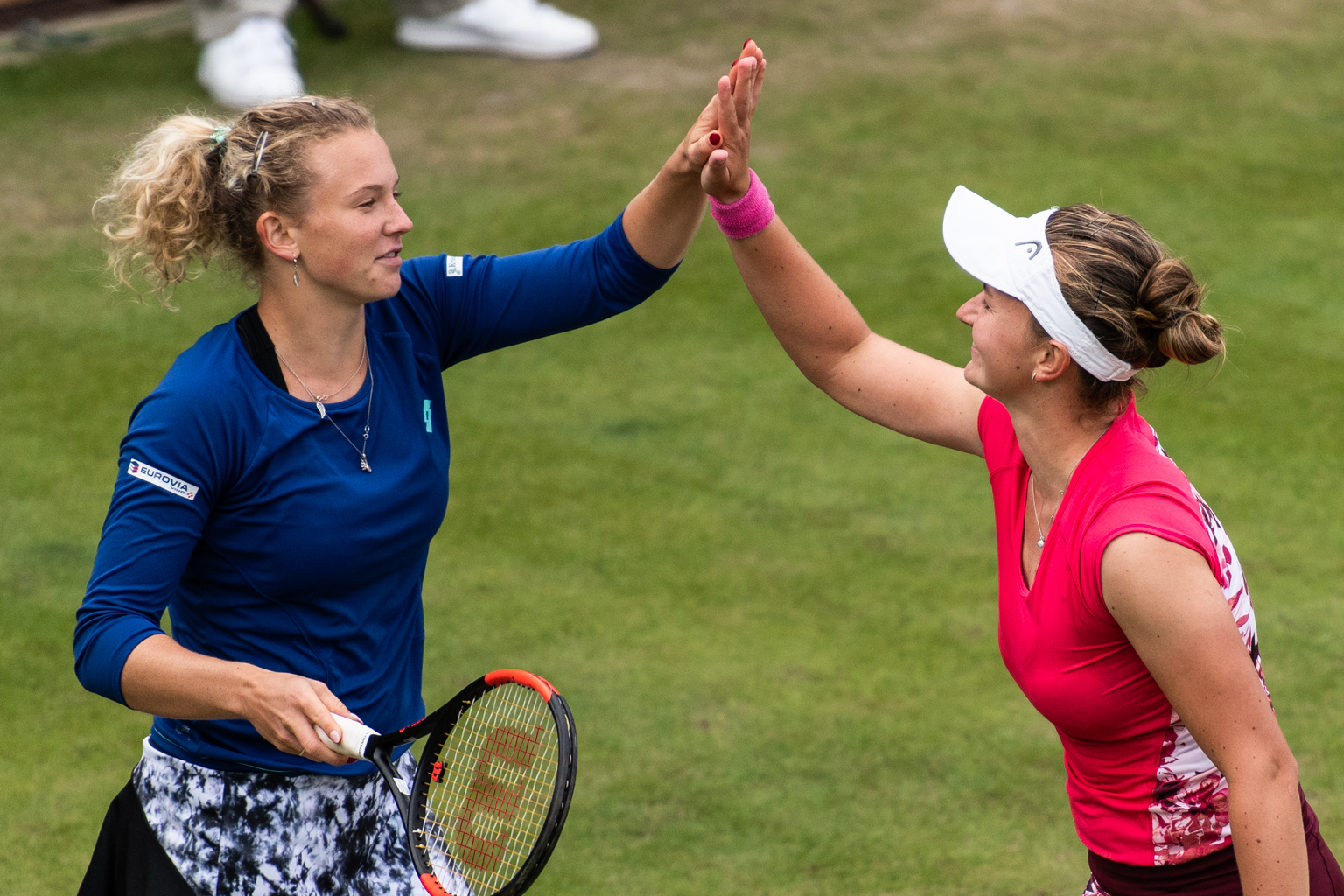
Kateřina Siniaková e Barbora Krejčíková

Misto
- Jean Borotra (1925-28)
- Doris Hart / Frank Sedgman (1949-51)
- Margaret Court / Ken Fletcher (1963)
- Owen Davidson (1965-67)
- Billie Jean King (1967-68)
- Margaret Court / Marty Riessen (1969-75)
- Bob Hewitt (1961-79)
- Mark Woodforde (1992-93)
- Todd Woodbridge (1990-95)
- Martina Navrátilová (1974-03)
- Daniela Hantuchová (2001-05)
- Mahesh Bhupathi (1997-2006)
- Cara Black (2002-10)
- Leander Paes (1999-16)
- Martina Hingis (2006-16)

## Grande Slam d'Oro in carriera

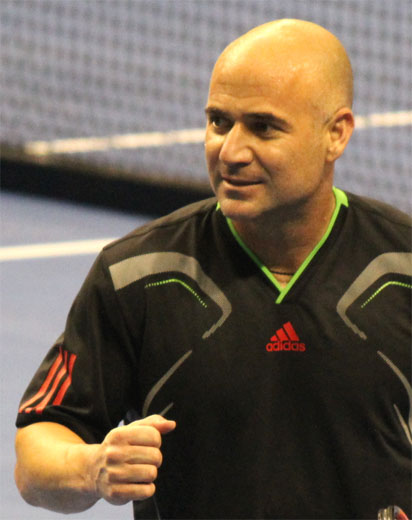
Andre Agassi

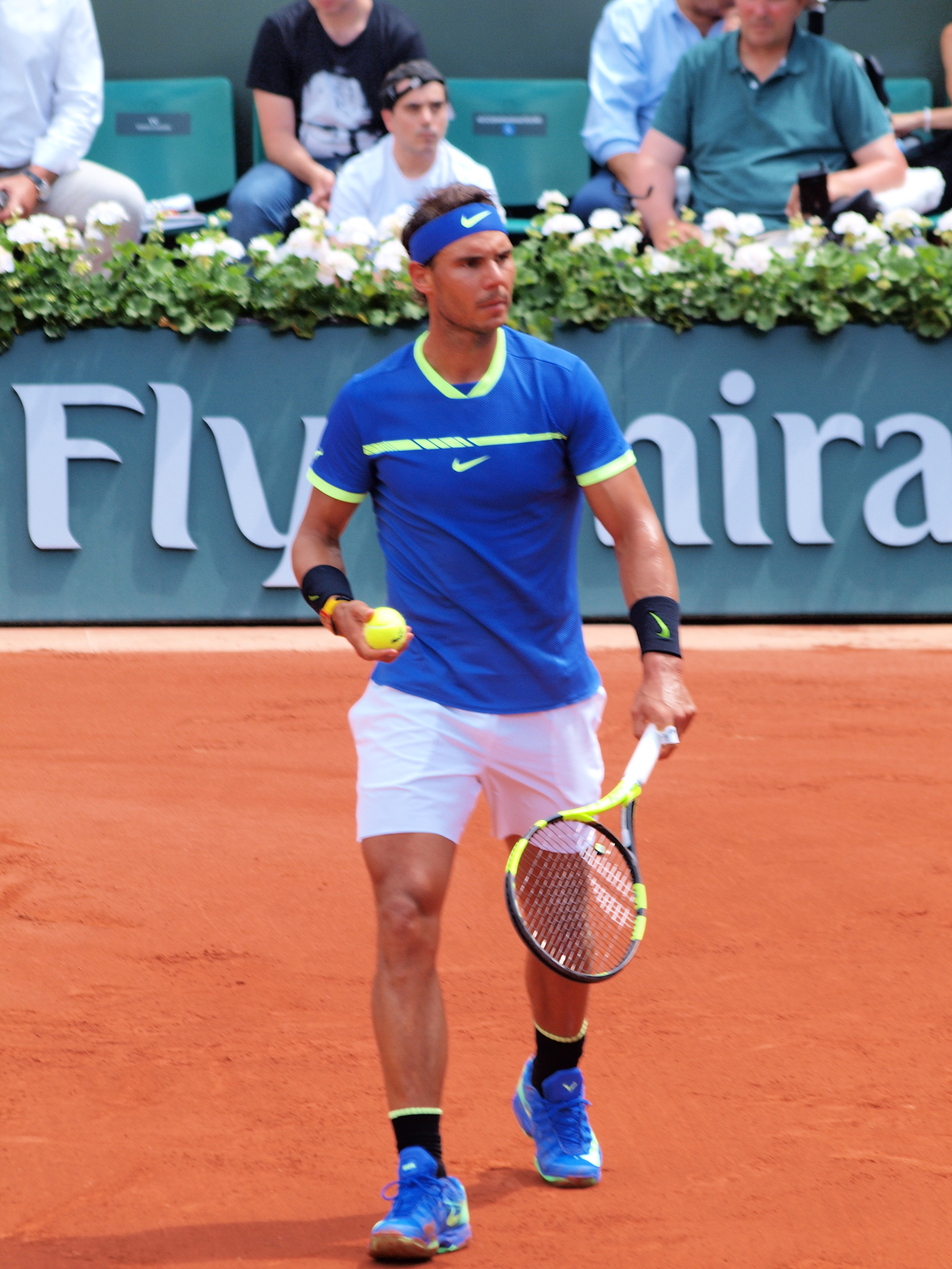
Rafael Nadal

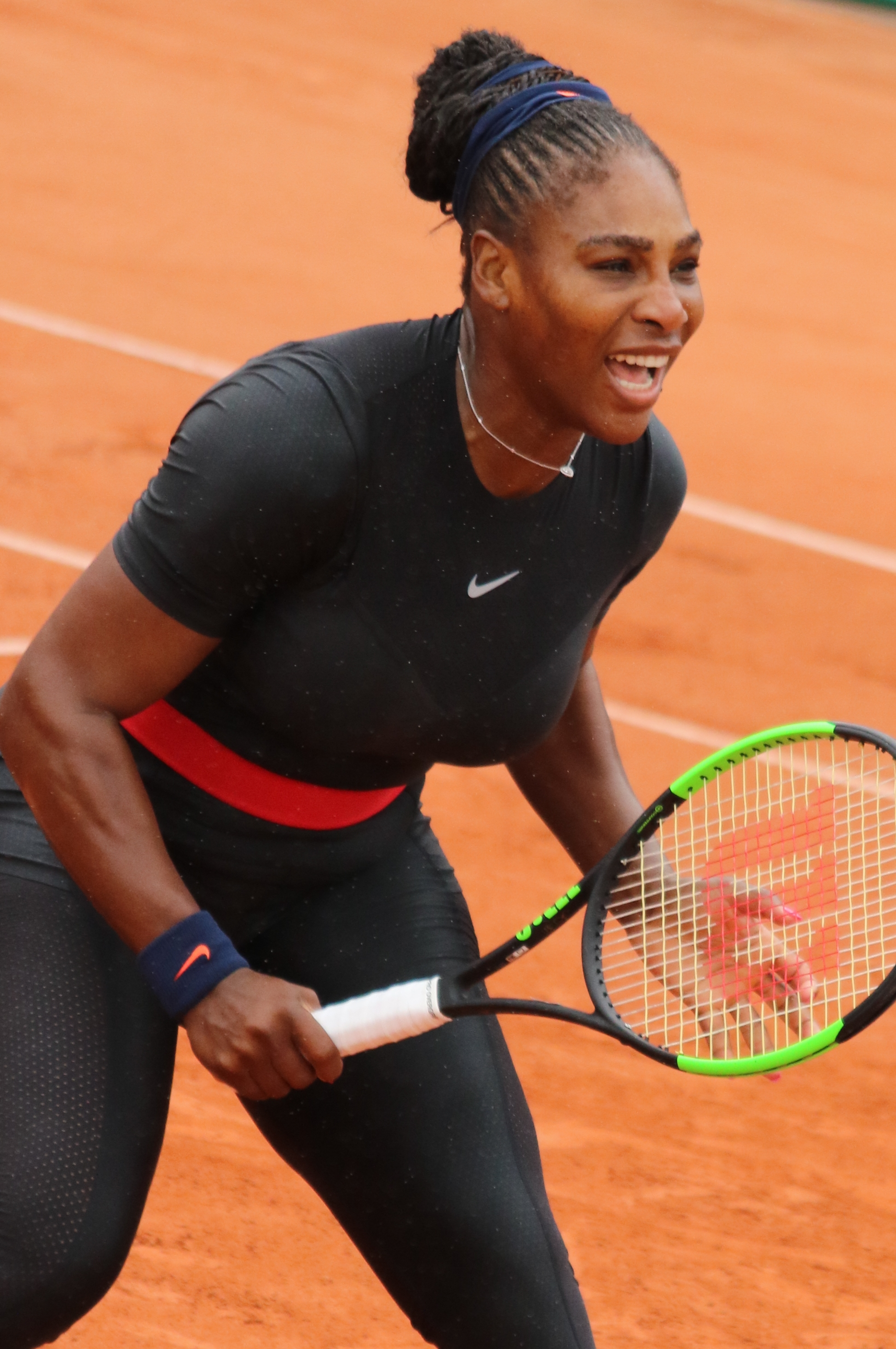
Serena Williams

Il termine Grande Slam d'Oro in carriera (Career Golden Slam) indica la vittoria dei quattro tornei del Grande Slam e della medaglia d'oro ai Giochi olimpici estivi. In singolare, tre uomini e due donne sono riusciti in questa impresa: Rafael Nadal, Andre Agassi, Novak Đoković, Serena Williams e Steffi Graf, la quale è anche l'unica atleta ad aver ottenuto un tale risultato nello stesso anno solare (in questo caso prende il nome di Grande Slam d'Oro) (1988), traguardo ancora mai raggiunto nel circuito maschile. Va notato che per molti anni il tennis fu escluso dalle discipline olimpiche (ritornò proprio a Seul nel 1988).

### Singolo
Uomini
- Andre Agassi (1992-1999)
- Rafael Nadal (2005-2010)
- Novak Đoković (2008-2024)

Donne
- Steffi Graf (1988)
- Serena Williams (1999-2012)[3]

### Doppio
Uomini
- Todd Woodbridge / Mark Woodforde (1992-2000)
- Daniel Nestor (2000-08)
- Bob Bryan / Mike Bryan (2003-12)[4]
- Mate Pavić (2018-24)

Donne
- Pam Shriver (1981-88)
- Gigi Fernández (1988-92)
- Serena Williams / Venus Williams (1999-2001)
- Barbora Krejčíková / Kateřina Siniaková (2018-2022)
- Sara Errani (2012-2024)

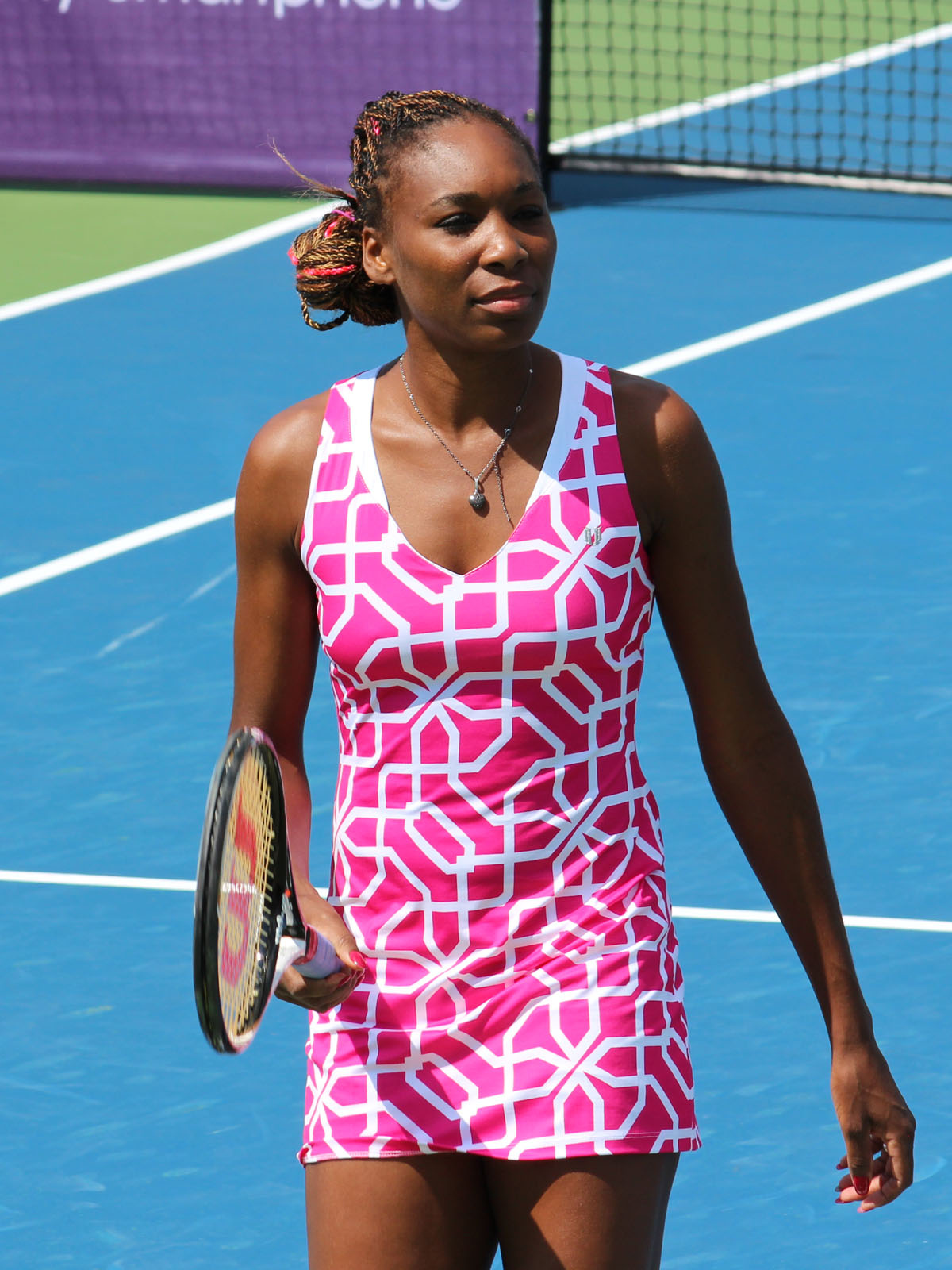
Venus Williams

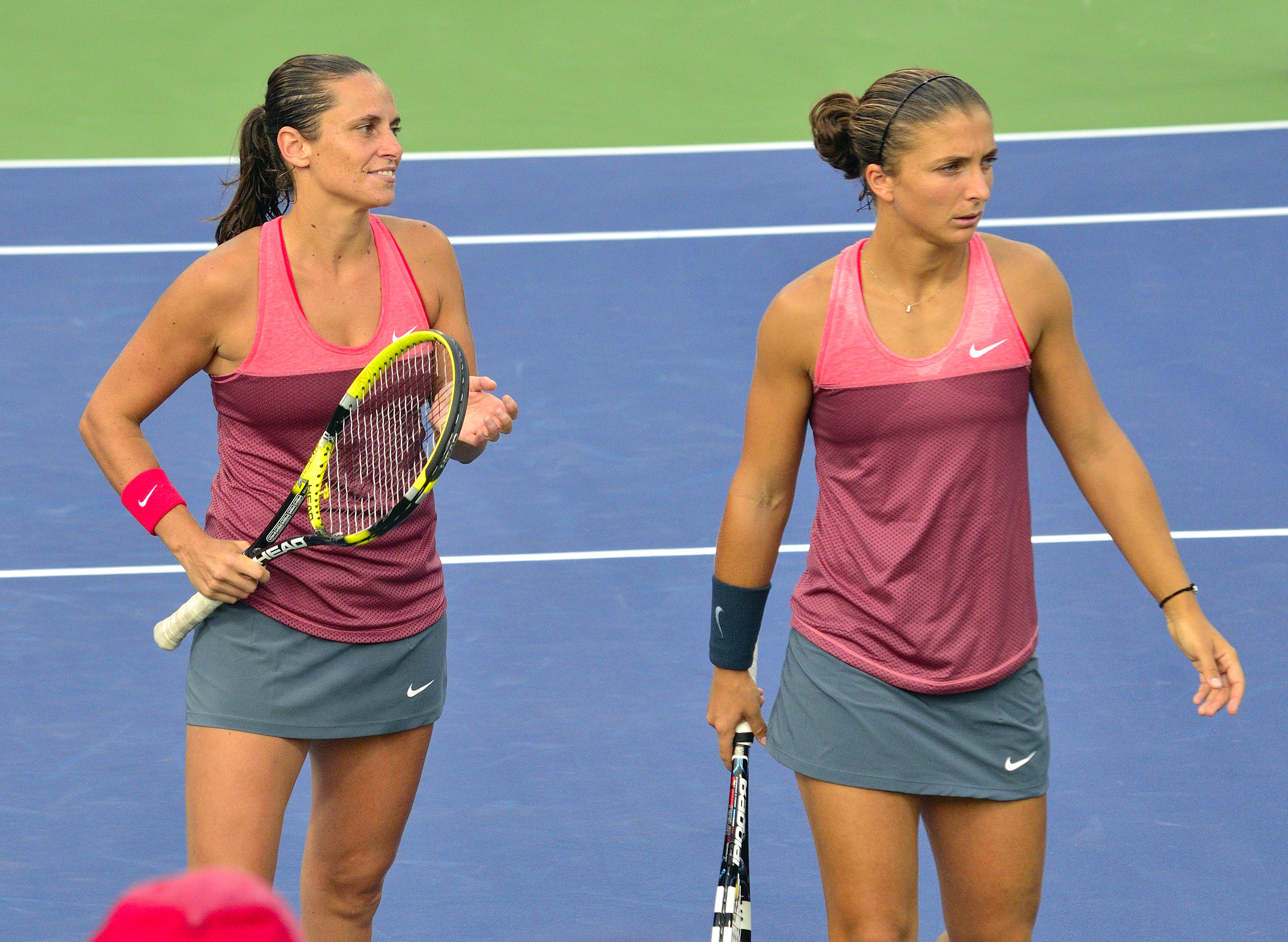
Roberta Vinci e Sara Errani

Serena Williams è l'unica tennista ad essere riuscita a vincere il Grande Slam d'Oro in due specialità diverse, nel singolo e nel doppio insieme alla sorella Venus. Va rilevato che anche Esther Vergeer è riuscita a raggiungere questo risultato per quel che riguarda i tornei di doppio degli atleti con disabilità; nel singolo l'olandese ha vinto più volte tutti gli Slam e la medaglia d'oro alle Paralimpiadi, ma, poiché la specialità del singolo in carrozzina non è prevista nel Torneo di Wimbledon, ella non ha potuto completare il Career Golden Slam in singolo. Dylan Alcott nel 2021 è riuscito a completare il Grande Slam d'Oro nella specialità nel Quad singolare, si tratta del primo uomo a riuscirci.

## Grande Slam Boxed Set
Letteralmente Grande Slam cofanetto, consiste nell'aver ottenuto almeno una vittoria in tutte e quattro le prove del Grande Slam nelle tre specialità (singolo, doppio e doppio misto). Solo tre donne sono riuscite nell'impresa:
- Martina Navratilová (2003): completò l'impresa all'età di quasi 47 anni, aggiudicandosi il doppio misto agli Australian Open 2003.
- Margaret Smith Court (unica ad esserci riuscita due volte: nel 1964 da dilettante e nel 1973 in formula Open): raggiunse il traguardo da dilettante nel 1964 vincendo il doppio femminile a Wimbledon 1964 e in formula Open vincendo il doppio femminile al Roland Garros 1973. Si segnala però che la finale del doppio misto in Australia del 1969 non fu mai giocata.
- Doris Hart (1954, da dilettante): completò l'impresa vincendo il singolare femminile agli US Open 1954.

## Super Slam in carriera
Consiste nell'aver vinto almeno una volta in carriera tutti e quattro i tornei dello Slam, il Master di fine anno (ATP Finals/WTA Finals) e l'oro olimpico. In singolare due uomini e due donne sono riusciti nell'impresa: Andre Agassi, Novak Ðokovic, Serena Williams e Steffi Graf, la quale è l'unica ad aver vinto i sei tornei consecutivamente, anche se non nello stesso anno (1987–1988), traguardo mai raggiunto nel circuito maschile.
Il termine è in uso dal 1988, anno del ritorno del tennis alle Olimpiadi. Pertanto a molti tennisti del passato è stato precluso il raggiungimento di tale risultato.

### Singolo
Uomini
- Andre Agassi (1990-1999)
- Novak Đoković (2008-2024)

Donne
- Steffi Graf (1987-1988)
- Serena Williams (1999-2012)

### Doppio
Uomini
- Mark Woodforde / Todd Woodbridge (1992-2000)
- Daniel Nestor (2000-08)
- Bob Bryan / Mike Bryan (2003-12)

Donne
- Pam Shriver (1981-88)
- Gigi Fernández (1988-93)
- Barbora Krejčíková / Kateřina Siniaková (2018-2022)

## Classifica per vittorie

### Titoli in singolo
Sono riportati, di seguito, i tennisti con più titoli e vincitori di almeno 4 prove dello Slam, maschile e femminile. 
Sono evidenziati in grassetto i tennisti ancora in attività.

#### Maschile
| Giocatore        | Totale | AO | RG | W | US |
| ---------------- | ------ | -- | -- | - | -- |
| Novak Đoković    | 24     | 10 | 3  | 7 | 4  |
| Rafael Nadal     | 22     | 2  | 14 | 2 | 4  |
| Roger Federer    | 20     | 6  | 1  | 8 | 5  |
| Pete Sampras     | 14     | 2  | -  | 7 | 5  |
| Roy Emerson      | 12     | 6  | 2  | 2 | 2  |
| Björn Borg       | 11     | -  | 6  | 5 | -  |
| Rod Laver        | 11     | 3  | 2  | 4 | 2  |
| Bill Tilden      | 10     | -  | -  | 3 | 7  |
| Andre Agassi     | 8      | 4  | 1  | 1 | 2  |
| Jimmy Connors    | 8      | 1  | -  | 2 | 5  |
| Ivan Lendl       | 8      | 2  | 3  | - | 3  |
| Ken Rosewall     | 8      | 4  | 2  | - | 2  |
| Fred Perry       | 8      | 1  | 1  | 3 | 3  |
| Henri Cochet     | 8      | -  | 5  | 2 | 1  |
| Max Décugis      | 8      | -  | 8  | - | -  |
| Mats Wilander    | 7      | 3  | 3  | - | 1  |
| John McEnroe     | 7      | -  | -  | 3 | 4  |
| John Newcombe    | 7      | 2  | -  | 3 | 2  |
| René Lacoste     | 7      | -  | 3  | 2 | 2  |
| William Renshaw  | 7      | -  | -  | 7 | -  |
| William Larned   | 7      | -  | -  | - | 7  |
| Richard Sears    | 7      | -  | -  | - | 7  |
| Boris Becker     | 6      | 2  | -  | 3 | 1  |
| Stefan Edberg    | 6      | 2  | -  | 2 | 2  |
| Don Budge        | 6      | 1  | 1  | 2 | 2  |
| Jack Crawford    | 6      | 4  | 1  | 1 | -  |
| Laurie Doherty   | 6      | -  | -  | 5 | 1  |
| Anthony Wilding  | 6      | 2  | -  | 4 | -  |
| Frank Sedgman    | 5      | 2  | -  | 1 | 2  |
| Tony Trabert     | 5      | -  | 2  | 1 | 2  |
| Carlos Alcaraz   | 5      | -  | 2  | 2 | 1  |
| Guillermo Vilas  | 4      | 2  | 1  | - | 1  |
| Jim Courier      | 4      | 2  | 2  | - | -  |
| Robert Wrenn     | 4      | -  | -  | - | 4  |
| Reginald Doherty | 4      | -  | -  | 4 | -  |
| Jean Borotra     | 4      | 1  | 1  | 2 | -  |
| Frank Parker     | 4      | -  | 2  | - | 2  |
| Lew Hoad         | 4      | 1  | 1  | 2 | -  |
| Ashley Cooper    | 4      | 2  | -  | 1 | 1  |
| Manuel Santana   | 4      | -  | 2  | 1 | 1  |
| Jannik Sinner    | 4      | 2  | -  | 1 | 1  |

#### Femminile
| Giocatrice                 | Totale | AO | RG | W | US |
| -------------------------- | ------ | -- | -- | - | -- |
| Margaret Smith Court       | 24     | 11 | 5  | 3 | 5  |
| Serena Williams            | 23     | 7  | 3  | 7 | 6  |
| Steffi Graf                | 22     | 4  | 6  | 7 | 5  |
| Helen Wills Moody          | 19     | -  | 4  | 8 | 7  |
| / Martina Navrátilová      | 18     | 3  | 2  | 9 | 4  |
| Chris Evert                | 18     | 2  | 7  | 3 | 6  |
| Billie Jean King           | 12     | 1  | 1  | 6 | 4  |
| Maureen Connolly Brinker   | 9      | 1  | 2  | 3 | 3  |
| / Monica Seles             | 9      | 4  | 3  | - | 2  |
| Suzanne Lenglen            | 8      | -  | 2  | 6 | -  |
| / Molla Bjurstedt Mallory  | 8      | -  | -  | - | 8  |
| Venus Williams             | 7      | -  | -  | 5 | 2  |
| Maria Bueno                | 7      | -  | -  | 3 | 4  |
| Evonne Goolagong           | 7      | 4  | 1  | 2 | -  |
| Dorothea Douglass Chambers | 7      | -  | -  | 7 | -  |
| Justine Henin              | 7      | 1  | 4  | - | 2  |
| Nancye Wynne Bolton        | 6      | 6  | -  | - | -  |
| Louise Brough Clapp        | 6      | 1  | -  | 4 | 1  |
| Margaret Osborne duPont    | 6      | -  | 2  | 1 | 3  |
| Doris Hart                 | 6      | 1  | 2  | 1 | 2  |
| Blanche Bingley Hillyard   | 6      | -  | -  | 6 | -  |
| Iga Świątek                | 6      | -  | 4  | 1 | 1  |
| Daphne Akhurst             | 5      | 5  | -  | - | -  |
| Althea Gibson              | 5      | -  | 1  | 2 | 2  |
| Martina Hingis             | 5      | 3  | -  | 1 | 1  |
| Helen Jacobs               | 5      | -  | -  | 1 | 4  |
| Alice Marble               | 5      | -  | -  | 1 | 4  |
| Pauline Betz Addie         | 5      | -  | -  | 1 | 4  |
| Lottie Dod                 | 5      | -  | -  | 5 | -  |
| Charlotte Cooper Sterry    | 5      | -  | -  | 5 | -  |
| Adine Masson               | 5      | -  | 5  | - | -  |
| Marija Šarapova            | 5      | 1  | 2  | 1 | 1  |
| Elisabeth Moore            | 4      | -  | -  | - | 4  |
| Kate Gillou                | 4      | -  | 4  | - | -  |
| Hazel Hotchkiss Wightman   | 4      | -  | -  | - | 4  |
| Shirley Fry                | 4      | 1  | 1  | 1 | 1  |
| / Hana Mandliková          | 4      | 2  | 1  | - | 1  |
| Arantxa Sánchez Vicario    | 4      | -  | 3  | - | 1  |
| Kim Clijsters              | 4      | 1  | -  | - | 3  |
| Naomi Ōsaka                | 4      | 2  | -  | - | 2  |

### Combinata
Sono evidenziati in grassetto i tennisti e le tenniste ancora in attività.
Legenda:
- "S" = singolo
- "D" = doppio
- "M" = doppio misto

#### Maschile
| #  | Tennista        | S  | D  | M  | Totale |
| -- | --------------- | -- | -- | -- | ------ |
| 1  | Roy Emerson     | 12 | 16 | 0  | 28     |
| 2  | John Newcombe   | 7  | 17 | 2  | 26     |
| 3  | Novak Đoković   | 24 | 0  | 0  | 24     |
| 4  | Bob Bryan       | 0  | 16 | 7  | 23     |
| 5  | Mike Bryan      | 0  | 18 | 4  | 22     |
| 5  | Frank Sedgman   | 5  | 9  | 8  | 22     |
| 5  | Todd Woodbridge | 0  | 16 | 6  | 22     |
| 5  | Rafael Nadal    | 22 | 0  | 0  | 22     |
| 9  | Bill Tilden     | 10 | 6  | 5  | 21     |
| 10 | Rod Laver       | 11 | 6  | 3  | 20     |
| 10 | Roger Federer   | 20 | 0  | 0  | 20     |
| 12 | Jack Bromwich   | 2  | 13 | 4  | 19     |
| 12 | Fred Stolle     | 2  | 10 | 7  | 19     |
| 14 | Neale Fraser    | 3  | 11 | 4  | 18     |
| 14 | Jean Borotra    | 4  | 9  | 5  | 18     |
| 14 | Leander Paes    | 0  | 8  | 10 | 18     |
| 17 | John McEnroe    | 7  | 9  | 1  | 17     |
| 17 | Jack Crawford   | 6  | 6  | 5  | 17     |
| 17 | Adrian Quist    | 3  | 14 | 0  | 17     |
| 17 | Ken Rosewall    | 8  | 9  | 0  | 17     |
| 17 | Mark Woodforde  | 0  | 12 | 5  | 17     |

#### Femminile
| #  | Tennista                | S  | D  | M  | Totale |
| -- | ----------------------- | -- | -- | -- | ------ |
| 1  | Margaret Smith Court    | 24 | 19 | 21 | 64     |
| 2  | Martina Navrátilová     | 18 | 31 | 10 | 59     |
| 3  | Serena Williams         | 23 | 14 | 2  | 39     |
| 3  | Billie Jean King        | 12 | 16 | 11 | 39     |
| 5  | Margaret Osborne duPont | 6  | 21 | 10 | 37     |
| 6  | Louise Brough Clapp     | 6  | 21 | 8  | 35     |
| 6  | Doris Hart              | 6  | 14 | 15 | 35     |
| 8  | Helen Wills Moody       | 19 | 9  | 3  | 31     |
| 9  | Elizabeth Ryan          | 0  | 19 | 11 | 30     |
| 10 | Martina Hingis          | 5  | 13 | 7  | 25     |
| 11 | Steffi Graf             | 22 | 1  | 0  | 23     |
| 11 | Venus Williams          | 7  | 14 | 2  | 23     |
| 13 | Pam Shriver             | 0  | 21 | 1  | 22     |
| 14 | Suzanne Lenglen         | 8  | 8  | 5  | 21     |
| 14 | Darlene Hard            | 3  | 13 | 5  | 21     |
| 14 | Chris Evert             | 18 | 3  | 0  | 21     |

## Record nel Grande Slam
Nel 2024 è stato superato il record di incontri vinti al quinto set con 113 incontri, rispetto al record precedente di 112 del 1992.